# Józefina Maria Czartoryska
Józefina Maria Potocka née Czartoryska (14 juin 1787 à Korets – 27 janvier 1862 à Vienne), est une princesse polonaise de la famille Czartoryski.

## Biographie
Józefina Maria Czartoryska est la fille de Józef Klemens Czartoryski et de Dorota Barbara Jabłonowska (en). 

## Mariage et descendance
Elle épouse Alfred Wojciech Potocki (en). Ils ont trois enfants:
- Alfred Józef Potocki (1817/1822-1889)
- Ewa Józefina Potocka, également connue sous le seul prénom de « Julia » (1818-1895), épouse du prince Franz de Paula Joachim de Liechtenstein
- Zofia Ewa Potocka (1820-1882), épouse de Moritz II. von Dietrichstein-Proskau-Leslie

## Sources
- (en) Cet article est partiellement ou en totalité issu de l’article de Wikipédia en anglais intitulé « Józefina Maria Czartoryska » (voir la liste des auteurs).